# Ryōta Morioka
Ryōta Morioka (森岡亮太?, Morioka Ryōta; Jōyō, 12 aprile 1991) è un ex calciatore giapponese, di ruolo centrocampista.

## Carriera

### Club
Dalla stagione 2010 milita nel Vissel Kobe, sodalizio della massima serie calcistica giapponese.
Nel 2015 si trasferisce in Europa per giocare con i polacchi dello Sląsk Wrocław.

### Nazionale
Tra il 2014 ed il 2018 ha giocato complessivamente 5 partite con la nazionale giapponese.

## Statistiche

### Presenze e reti nei club
Statistiche aggiornate al 26 febbraio 2023.
| Stagione               | Squadra                | Campionato             | Campionato | Campionato | Coppa nazionale | Coppa nazionale | Coppa nazionale | Coppe continentali | Coppe continentali | Coppe continentali | Altre coppe | Altre coppe | Altre coppe | Totale | Totale |
| Stagione               | Squadra                | Comp                   | Pres       | Reti       | Comp            | Pres            | Reti            | Comp               | Pres               | Reti               | Comp        | Pres        | Reti        | Pres   | Reti   |
| ---------------------- | ---------------------- | ---------------------- | ---------- | ---------- | --------------- | --------------- | --------------- | ------------------ | ------------------ | ------------------ | ----------- | ----------- | ----------- | ------ | ------ |
| 2010                   | Vissel Kōbe            | J1                     | 8          | 0          | CdL+CI          | 0               | 0               | -                  | -                  | -                  | -           | -           | -           | 8      | 0      |
| 2011                   | Vissel Kōbe            | J1                     | 21         | 2          | CdL+CI          | 2+1             | 0+3             | -                  | -                  | -                  | -           | -           | -           | 24     | 5      |
| 2012                   | Vissel Kōbe            | J1                     | 20         | 1          | CdL+CI          | 5+1             | 1+0             | -                  | -                  | -                  | -           | -           | -           | 26     | 2      |
| 2013                   | Vissel Kōbe            | J2                     | 18         | 5          | CI              | 1               | 0               | -                  | -                  | -                  | -           | -           | -           | 19     | 5      |
| 2014                   | Vissel Kōbe            | J1                     | 34         | 4          | CdL+CI          | 6+1             | 2+1             | -                  | -                  | -                  | -           | -           | -           | 41     | 7      |
| 2015                   | Vissel Kōbe            | J1                     | 30         | 5          | CdL+CI          | 10+3            | 2+1             | -                  | -                  | -                  | -           | -           | -           | 43     | 8      |
| Totale Vissel Kōbe     | Totale Vissel Kōbe     | Totale Vissel Kōbe     | 131        | 17         |                 | 30              | 10              |                    | -                  | -                  |             | -           | -           | 161    | 27     |
| gen.-giu. 2016         | Śląsk Breslavia        | EK                     | 15         | 7          | -               | -               | -               | -                  | -                  | -                  | -           | -           | -           | 15     | 7      |
| 2016-2017              | Śląsk Breslavia        | EK                     | 36         | 8          | CP              | 2               | 0               | -                  | -                  | -                  | -           | -           | -           | 38     | 8      |
| Totale Śląsk Breslavia | Totale Śląsk Breslavia | Totale Śląsk Breslavia | 51         | 15         |                 | 2               | 0               |                    | -                  | -                  |             | -           | -           | 53     | 15     |
| 2017-gen. 2018         | Waasland-Beveren       | D1                     | 24         | 7          | CB              | 3               | 2               | -                  | -                  | -                  | -           | -           | -           | 27     | 9      |
| gen.-giu. 2018         | Anderlecht             | D1                     | 6+10       | 3+3        | -               | -               | -               | -                  | -                  | -                  | -           | -           | -           | 16     | 6      |
| 2018-gen. 2019         | Anderlecht             | D1                     | 6          | 0          | CB              | 1               | 0               | UEL                | 3                  | 0                  | -           | -           | -           | 10     | 0      |
| Totale Anderlecht      | Totale Anderlecht      | Totale Anderlecht      | 22         | 6          |                 | 1               | 0               |                    | 3                  | 0                  |             | -           | -           | 26     | 6      |
| gen.-giu. 2019         | Charleroi              | D1                     | 6+9        | 1+3        | -               | -               | -               | -                  | -                  | -                  | -           | -           | -           | 15     | 4      |
| 2019-2020              | Charleroi              | D1                     | 29         | 6          | CB              | 2               | 0               | -                  | -                  | -                  | -           | -           | -           | 31     | 6      |
| 2020-2021              | Charleroi              | D1                     | 28         | 2          | CB              | 1               | 0               | UEL                | 2                  | 0                  | -           | -           | -           | 31     | 2      |
| 2021-2022              | Charleroi              | D1                     | 30+6       | 4+0        | CB              | 1               | 0               | -                  | -                  | -                  | -           | -           | -           | 37     | 4      |
| 2022-2023              | Charleroi              | D1                     | 22         | 3          | CB              | 1               | 0               | -                  | -                  | -                  | -           | -           | -           | 23     | 3      |
| Totale Charleroi       | Totale Charleroi       | Totale Charleroi       | 130        | 19         |                 | 5               | 0               |                    | 2                  | 0                  |             | -           | -           | 137    | 19     |
| Totale carriera        | Totale carriera        | Totale carriera        | 358        | 64         |                 | 41              | 12              |                    | 5                  | 0                  |             | -           | -           | 404    | 76     |

### Cronologia presenze e reti in nazionale
| Cronologia completa delle presenze e delle reti in nazionale ― Giappone | Cronologia completa delle presenze e delle reti in nazionale ― Giappone | Cronologia completa delle presenze e delle reti in nazionale ― Giappone | Cronologia completa delle presenze e delle reti in nazionale ― Giappone | Cronologia completa delle presenze e delle reti in nazionale ― Giappone | Cronologia completa delle presenze e delle reti in nazionale ― Giappone | Cronologia completa delle presenze e delle reti in nazionale ― Giappone | Cronologia completa delle presenze e delle reti in nazionale ― Giappone |
| Data                                                                    | Città                                                                   | In casa                                                                 | Risultato                                                               | Ospiti                                                                  | Competizione                                                            | Reti                                                                    | Note                                                                    |
| ----------------------------------------------------------------------- | ----------------------------------------------------------------------- | ----------------------------------------------------------------------- | ----------------------------------------------------------------------- | ----------------------------------------------------------------------- | ----------------------------------------------------------------------- | ----------------------------------------------------------------------- | ----------------------------------------------------------------------- |
| 5-9-2014                                                                | Sapporo                                                                 | Giappone                                                                | 0 – 2                                                                   | Uruguay                                                                 | Amichevole                                                              | -                                                                       | 89’                                                                     |
| 14-10-2014                                                              | Singapore                                                               | Giappone                                                                | 0 – 4                                                                   | Brasile                                                                 | Amichevole                                                              | -                                                                       | 46’                                                                     |
| 10-11-2017                                                              | Villeneuve-d'Ascq                                                       | Giappone                                                                | 1 – 3                                                                   | Brasile                                                                 | Amichevole                                                              | -                                                                       | 71’                                                                     |
| 14-11-2017                                                              | Bruges                                                                  | Belgio                                                                  | 1 – 0                                                                   | Giappone                                                                | Amichevole                                                              | -                                                                       | 62’                                                                     |
| 23-3-2018                                                               | Liegi                                                                   | Giappone                                                                | 1 – 1                                                                   | Mali                                                                    | Amichevole                                                              | -                                                                       | 65’                                                                     |
| Totale                                                                  |                                                                         | Presenze                                                                | 5                                                                       |                                                                         | Reti                                                                    | 0                                                                       |                                                                         |

## Palmarès

### Club

#### Competizioni nazionali
- Coppa dell'Imperatore: 1

Vissel Kōbe: 2024
- Campionato giapponese: 1

Vissel Kōbe: 2024

### Individuale
- Premio Fair-Play del campionato giapponese: 1

2014